# Australia en los Juegos Olímpicos de Innsbruck 1976
Australia estuvo representada en los Juegos Olímpicos de Innsbruck 1976 por ocho deportistas, cinco hombres y tres mujeres, que compitieron en tres deportes.
El portador de la bandera en la ceremonia de apertura fue el patinador de velocidad Colin Coates. El equipo olímpico australiano no obtuvo ninguna medalla en estos Juegos.